# Hekari United FC
A Hekari United, egy pápua új-guineai labdarúgócsapat, melyet 2003-ban Port Moresby-ben hoztak létre. Az együttes az ország és az Óceániai térség egyik meghatározó együttese. 8-szor hódította el az országos bajnoki címet, valamint egy alkalommal az Óceániai Bajnokok Ligáját is megnyerték.

## Sikerlista

### Hazai
- 8-szoros National Soccer League bajnok: 2006–07, 2007–08, 2008–09, 2009–10, 2010–11, 2011–12, 2013, 2014, 2023

### Nemzetközi
- 1-szeres Óceániai Bajnokok Ligája győztes: 2009-2010